# Nicolás Hernández Rodríguez
Nicolás Hernández Rodríguez (Villavicencio, Meta, Colombia; 18 de enero de 1998) es un futbolista colombiano que juega de defensor. Actualmente milita en el Club Atlético Banfield de la Primera División de Argentina.

## Clubes
| Club                  | País      | Año         |
| --------------------- | --------- | ----------- |
| Real Santander        | Colombia  | 2018        |
| Atlético Nacional     | Colombia  | 2019        |
| Santa Fe              | Colombia  | 2019        |
| Atlético Nacional     | Colombia  | 2020 - 2021 |
| Athletico Paranaense  | Brasil    | 2021 - 2023 |
| Inter de Porto Alegre | Brasil    | 2023        |
| San Lorenzo           | Argentina | 2024        |
| Banfield              | Argentina | 2024 - Act. |

## Estadísticas
- Actualizado al último partido disputado el 12 de mayo de 2024.

| Club                           | Div.          | Temporada     | Liga  | Liga  | Liga   | Copas | Copas | Copas  | Internacional | Internacional | Internacional | Total | Total | Total  |
| Club                           | Div.          | Temporada     | Part. | Goles | Asist. | Part. | Goles | Asist. | Part.         | Goles         | Asist.        | Part. | Goles | Asist. |
| ------------------------------ | ------------- | ------------- | ----- | ----- | ------ | ----- | ----- | ------ | ------------- | ------------- | ------------- | ----- | ----- | ------ |
| Atlético Nacional · Colombia   | 1.a           | 2017          | 2     | 0     | 0      | -     | -     | -      | -             | -             | -             | 2     | 0     | 0      |
| Real Santander · Colombia      | 2.a           | 2018          | 2     | 0     | 0      | -     | -     | -      | -             | -             | -             | 2     | 0     | 0      |
| Real Santander · Colombia      | Total club    | Total club    | 2     | 0     | 0      | 0     | 0     | 0      | 0             | 0             | 0             | 2     | 0     | 0      |
| Atlético Nacional · Colombia   | 1.a           | 2019          | 17    | 0     | 1      | -     | -     | -      | 5             | 0             | 0             | 22    | 0     | 1      |
| Santa Fe · Colombia            | 1.a           | 2019          | 20    | 0     | 0      | 2     | 0     | 0      | -             | -             | -             | 22    | 0     | 0      |
| Santa Fe · Colombia            | Total club    | Total club    | 20    | 0     | 0      | 2     | 0     | 0      | 0             | 0             | 0             | 22    | 0     | 0      |
| Atlético Nacional · Colombia   | 1.a           | 2020          | -     | -     | -      | 1     | 0     | 0      | -             | -             | -             | 1     | 0     | 0      |
| Atlético Nacional · Colombia   | 1.a           | 2021          | 3     | 0     | 0      | -     | -     | -      | -             | -             | -             | 3     | 0     | 0      |
| Atlético Nacional · Colombia   | Total club    | Total club    | 22    | 0     | 0      | 1     | 0     | 0      | 5             | 0             | 0             | 28    | 0     | 0      |
| Atlético Paranaense · Brasil   | 1.a           | 2021          | 11    | 0     | 0      | 3     | 0     | 0      | 1             | 0             | 0             | 15    | 0     | 0      |
| Atlético Paranaense · Brasil   | 1.a           | 2022          | 20    | 0     | 0      | 4     | 0     | 0      | 6             | 1             | 0             | 30    | 1     | 0      |
| Atlético Paranaense · Brasil   | Total club    | Total club    | 31    | 0     | 0      | 7     | 0     | 0      | 7             | 1             | 0             | 45    | 1     | 0      |
| Inter de Porto Alegre · Brasil | 1.a           | 2023          | 23    | 0     | 2      | 2     | 1     | 0      | 3             | 0             | 0             | 28    | 1     | 2      |
| Inter de Porto Alegre · Brasil | Total club    | Total club    | 23    | 0     | 2      | 2     | 1     | 0      | 3             | 0             | 0             | 28    | 1     | 2      |
| San Lorenzo Argentina          | 1.a           | 2024          | 4     | 0     | 0      | 1     | 0     | 0      | -             | -             | -             | 5     | 0     | 0      |
| San Lorenzo Argentina          | Total club    | Total club    | 4     | 0     | 0      | 1     | 0     | 0      | 0             | 0             | 0             | 5     | 0     | 0      |
| Total carrera                  | Total carrera | Total carrera | 102   | 0     | 2      | 13    | 1     | 0      | 15            | 1             | 0             | 130   | 2     | 2      |

## Palmarés

### Campeonatos internacionales
| Título            | Equipo              | País       | Año  |
| ----------------- | ------------------- | ---------- | ---- |
| Copa Sudamericana | Atlético Paranaense | Montevideo | 2021 |